# Ascidiogyne
Ascidiogyne là một chi thực vật có hoa trong họ Cúc (Asteraceae).

## Loài
Chi Ascidiogyne gồm các loài:
- Ascidiogyne sanchezvegae Cabrera
- Ascidiogyne wurdackii Cuatrec.